# Baia de Aramă
Baia de Aramă (Áramabánya en hongrois) est une ville roumaine du județ de Mehedinți, dans la région historique de l'Olténie et dans la région de développement du Sud-Ouest.

## Géographie
Baia de Aramă est une ville du nord du județ, au pied des Monts Mehedinți, à la limite avec le județ de Dolj, sur la rivière Brebina. Elle se situe à 65 km au nord de Drobeta-Turnu Severin, la préfecture du județ, sur la route nationale DN67D qui la relie à Târgu Jiu à l'est et à Băile Herculane au sud-ouest.
Le village se compose de la ville de Baia de Aramă elle-même et de huit villages. En 2006, la répartition de la population entre les différents villages était la suivante :
- Baia de Aramă, 2 384 habitants, siège de la municipalité.
- Brativolu, 137 habitants.
- Brebina, 33 habitants.
- Dealu Mare, 75 habitants.
- Mărășești, 1 033 habitants.
- Negoești, 890 habitants.
- Pistrița, 153 habitants.
- Stănești, 386 habitants.
- Titerlești, 429 habitants.

## Histoire
De nombreuses traces de peuplement dace ont été trouvées sur le territoire communal, qui prouve son occupation très ancienne.
Dès la fin de l'époque romaine, l'exploitation minière était active (le nom de la ville signifie « mine de cuivre »). Cette exploitation a duré jusqu'au milieu du XXe siècle et l'épuisement des ressources.

## Politique
| Période                                  | Période  | Identité               | Étiquette | Qualité |
| ---------------------------------------- | -------- | ---------------------- | --------- | ------- |
| Les données manquantes sont à compléter. |          |                        |           |         |
|                                          | 2010     | Nistor Paulescu Buican | PDL       |         |
| 2010                                     | En cours | Ionel-Rafael Dunărințu | PSD       |         |

| Parti | Parti                                      | Sièges |
| ----- | ------------------------------------------ | ------ |
|       | Parti social-démocrate (PSD)               | 9      |
|       | Parti national libéral (PNL)               | 3      |
|       | Alliance des libéraux et démocrates (ALDE) | 1      |
|       | Parti Mouvement populaire (PMP)            | 1      |

## Religions
En 2002, 96,03 % de la population était de religion orthodoxe et 3,45 % baptistes.

## Démographie
En 2002, la répartition ethnique de la population était la suivante :
- Roumains, 97,80 %.
- Tsiganes, 2,16 %.

Évolution démographique de la commune depuis le début du XXe siècle.
| 1912  | 1930  | 1941  | 1948  | 1956  | 1966  | 1977  | 1992  | 2002  |
| ----- | ----- | ----- | ----- | ----- | ----- | ----- | ----- | ----- |
| 3 298 | 3 861 | 3 934 | 3 945 | 3 974 | 4 648 | 4 766 | 5 473 | 5 648 |

| 2007  | - | - | - | - | - | - | - | - |
| ----- | - | - | - | - | - | - | - | - |
| 5 784 | - | - | - | - | - | - | - | - |

## Économie
L'économie est basée sur l'agriculture. L'exploitation minière, longtemps importante n'est plus qu'un souvenir. Par contre, le potentiel touristique de la région, du fait de la proximité avec les Monts Mehedinți, est très important et devrait constituer dans les années à venir un atout de développement.

## Lieux et monuments
- Baia de Aramă, église des Sts Voîvodes (Sf Voievozi), ancien monastère Milco Baiasul, fondé en 1699 par Constantin II Brâncoveanu avec des fresques intérieures.
- Brebina, église en bois des Sts Apôtres Pierre et Paul (Sf Ap Petru și Pavel) de 1757.
- Negoiești, église en bois St Dimitri (Sf Dumitru) du XVIIIe siècle.
- Pistrița, église Adormirea Maicii Domnului de 1819.
- Titerlești, église des Sts Voïvodes (Sf Voievozi) de 1825.